# Белоярск (Канский район)
Белоярск — деревня в Канском районе Красноярского края. Входит в состав Анцирского сельсовета.

## История
Основана в 1706 г. В 1926 году состояла из 270 хозяйств, основное население — русские. Центр Белоярского сельсовета Канского района Канского округа Сибирского края.

## Население
| 1926 | 2010 |
| ---- | ---- |
| 1148 | ↘142 |